# Boog van de geldwisselaars
De Boog van de geldwisselaars (Latijn: Arcus Argentariorum) (Italiaans: Arco degli Argentari) is een kleine ereboog ter ere van keizer Septimius Severus in Rome.

## Geschiedenis
De Boog van de geldwisselaars is geen echte triomfboog. Het oorspronkelijke doel is niet meer bekend, maar waarschijnlijk was het een monumentale poort over de Vicus Iugarius die toegang gaf tot het naastgelegen Forum Boarium. De wijdingsinscriptie vermeldt dat de boog niet zoals gebruikelijk werd gebouwd in opdracht van de keizer of de staat, maar door de lokale geldwisselaars (argentarii) en handelaars (negotiantes) ter ere van Septimius Severus en zijn familie.

## De Boog
De Boog van de geldwisselaars werd voltooid in 204 n. Chr. Hij is 6,15 meter hoog, de doorgang is 3,3 meter breed. De boog is gebouwd uit wit marmer, met uitzondering travertijnen voet. De boog is versierd met sculpturen en reliëfs, behalve op de achterzijde. De hoeken van de pilaren worden gesierd door pilasters met korinthische kapitelen. De inwijdingsinscriptie staat tussen twee bas-reliëfs in, die Hercules en een geest voorstellen. In de doorgang zijn offerscènes afgebeeld; Op het rechterpaneel staan Septimius Severus en zijn vrouw Julia Domna, aan de linkerzijde is Caracalla afgebeeld samen met zijn broer Geta, zijn vrouw Plautilla en schoonvader Gaius Fulvius Plautianus.

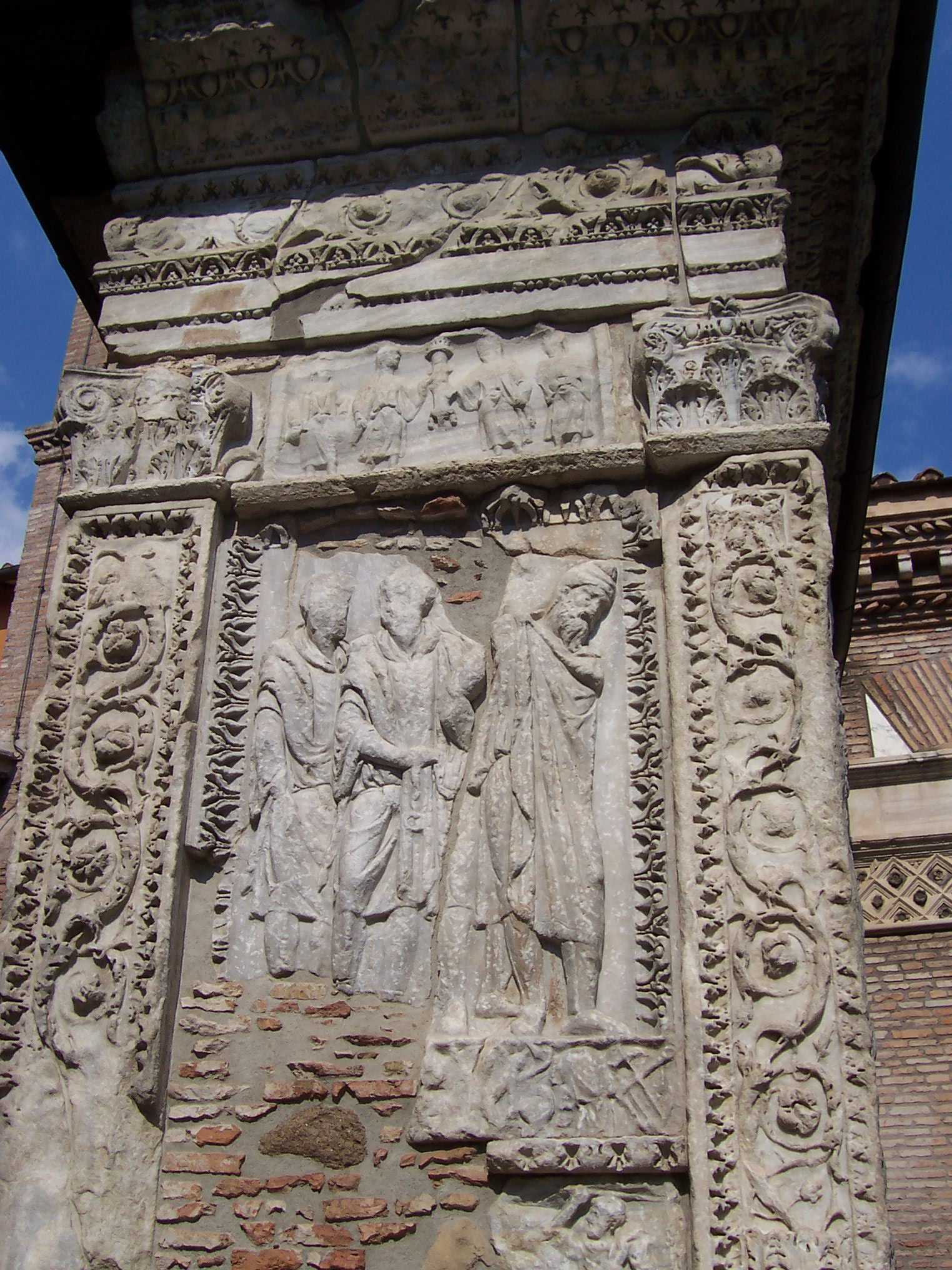
Zijaanzicht

## Damnatio memoriae
Na het overlijden van Septimius Severus in 211 greep Caracalla de macht en liet achtereenvolgens zijn schoonvader, broer en vrouw vermoorden. Hij kondigde de Damnatio memoriae aan over hun nagedachtenis en hierop werden hun afbeeldingen en namen van de Boog van de geldwisselaars verwijderd. Dit gebeurde bij ook de belangrijkere Boog van Septimius Severus op het Forum Romanum.
De afgebeelde offergaven leidden tot een volksrijmpje; Tra la vacca e il toro, troverai un gran tesoro, Tussen de koe en de stier (dus in de boog) vind je een grote schat. Vele schatzoekers gingen inderdaad op zoek naar deze "verborgen" schat en boorden tevergeefs grote gaten in de boog, die nog steeds te zien zijn.
In de 7e eeuw werd de boog gedeeltelijk opgenomen in de westelijke muur van de kerk San Giorgio al Velabro.